# 李奥贝纳广告

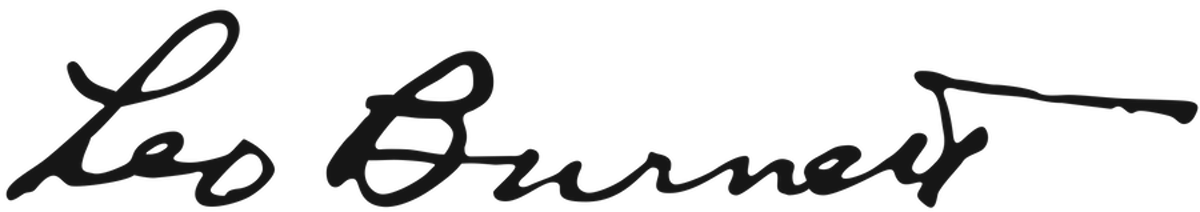
李奧貝納廣告公司商標

李奥貝納廣告公司（Leo Burnett Worldwide）是一家美國廣告公司，於1935年由李奥·貝納創立，現在是全球最大的跨國廣告公司之一。
1935年該公司於美國芝加哥成立，1949年起開始服務第二位主要客戶家樂氏（Kellogg's），1952年起則獲得寶潔公司（P&G）的案子。此外，該公司最讓人津津樂道的案例，是成功幫助美國萬寶路從女性香煙品牌轉型成男性香煙，樹立起美國西部牛仔的陽剛形象。
2002年該公司被世界第四大傳播媒體集團法商陽獅集團收購，目前李奧貝納廣告公司在全球85個國家中設有96個分公司，總員工人數超過8,500人。
在大中华区，李奥贝纳的办公室分别位于北京、上海、香港、台北四地。秉承着Human Kind（以人为本）创意文化，传播的中心是品牌目标——它无关销量或是产品定位，而是力求真正解决人们所需，从而将品牌和人连接起来。而李奥贝纳的梦想是做出最棒的创意，从而真正地打动人们。
李奥贝纳在中国获得高速成长机会，帮助众多国际品牌在中国实现全新价值，包括宝洁、麦当劳、辉瑞、宝马、奥迪等等，李奥贝纳更帮助大量的中国本土品牌形成国际领先地位，包括中国移动、华为、中国建设银行、伊利、蒙牛等。借助在中国的成长，李奥贝纳也成为拥有更多业务板块，实现综合品牌营销能力的机构，成为中国众多领先品牌的营销合作伙伴，和中国经济实现共同成长。

## 主要客戶
李奧貝納廣告替很多世界500强公司服務，其主要知名客户包括：
- 綠巨人：自1935年起。
- 家樂氏麥片：自1949年起。
- 寶潔：自1952年起。
- 飛利浦：自1954年起。
- 通用汽車：自1971年起。
- 亨氏調味料：自1974年起。
- 菲亞特汽車：自1978年起。
- Visa信用卡：自1979年起。
- 麥當勞速食：自1981年起。
- 卡夫食品：自1984年起。
- 賀曼（Hallmark）：自1988年起。
- 摩根士丹利：自1988年起。
- Diageo：自1988年起。
- 任天堂：自1991年起。
- 迪士尼：自1994年起。

## 華人地區之分公司
- 臺灣：

臺灣李奧貝納公司成立於1984年，為第一家百分之百外資的廣告公司。主要客戶計有P&G寶僑家品、美商菲利普莫里斯（即萬寶路）、香港商亞洲佛列羅有限公司（即金莎巧克力）、統一企業公司、法商家樂福、味丹企業、海尼根、帝亞吉歐、家樂氏、麥當勞、臺灣彩券、中華三菱汽車、新光三越、KKBOX、特力和樂（HOLA）等。
- 香港：

現有客户包括寶潔旗下一眾品牌如SKII，飄柔，沙宣，護舒寶等，以及國泰航空、亞洲萬里通、中國銀行，7-Eleven，幸福藥業，《Time Out雜誌》、宜家家居、新鴻基地產、九龍巴士、香港移動通訊、Bauknecht（德國家電品牌）和天際100觀景台等，並於2011年爭取到德國眼鏡品牌思柏（Stepper）的案子。
- 中國：

李奧貝納廣告目前在中國的上海、北京、廣州設有分公司機構，其中上海分公司的員工最多，約260人左右。現有客戶包含：西門子、網易、麥當勞、可口可樂、斯柯達汽車、惠氏（奶粉與製藥）、康師傅、李寧有限公司、交通銀行信用卡等。

## 外部連結
- 李奧貝納廣告官方網站 （页面存档备份，存于）